# Crassocephalum ducis-aprutii
Crassocephalum ducis-aprutii là một loài thực vật có hoa trong họ Cúc. Loài này được (Chiov.) S.Moore mô tả khoa học đầu tiên năm 1912.